# 王立協会島
王立協会島(おうりつきょうかいとう、ロシア語: Остров Королевского Общества)は北極海の一部であるバレンツ海に位置するロシア連邦領ゼムリャフランツァヨシファにある島である。1897年にイギリスの探検家、フレデリック・ジョージ・ジャクソンにより発見され、王立地理学会に敬意を表し名づけられた。